# Abraham Angermannus
Abraham Andreæ Angermannus (versione latinizzata di Abraham Andersson; Ångermanland, 1540 circa – Gripsholm, ottobre 1607) è stato un arcivescovo luterano svedese.

## Biografia
Nel 1576 frequentò la scuola a Stoccolma. A causa delle sue critiche verso la liturgia del re Giovanni III di Svezia, il re cercò di inviarlo altrove. Dopo aver declinato l'offerta di diventare professore all'Università di Uppsala, Angermannus fu costretto a diventare vicario nella remota città Öregrund. Polemizzò ancora, allorché il re lo trasferì in uno luogo più lontano, a Saltvik sull'isola Åland.
Questo però non lo mise a tacere. Fu contrario al papismo e alla liturgia e manifestò pubblicamente questa sua contrarietà, finché il re Giovanni inviò alcuni uomini ad arrestarlo. Fu imprigionato nel carcere di Åbo, in Finlandia. Con un po' di aiuto riuscì a fuggire ed ottenne una barca per ritornare a Stoccolma dal fratello del re, il duca Carlo, sotto il quale ritenne di essere al sicuro. A Stoccolma fu comunque perseguitato. Nel 1582, con l'aiuto del duca Carlo, fuggì su una barca dalla sorella del duca, Elisabetta, in Meclemburgo (Germania), al fine di evitare il processo.
In Germania egli visse per undici anni. Visitò le università di Wittenberg, Lipsia e Francoforte sul Meno. Per tutto il tempo fece sentire la sua voce di protesta contro la liturgia e il papismo. Il duca Carlo lo sostenne dalla Svezia più di quanto gli fosse in forza. In Germania pubblicò libri come Proposizione sulle Dottrine della nostra Chiesa svedese, Riti in svedese nel 1587 e Historia Liturgica nel 1588. Questo lo portò a essere considerato un martire e un uomo forte per la vera fede luterana. Per queste ragioni il capitolo di Uppsala lo elesse arcivescovo nel 1593, benché né il duca Carlo, né il re Sigismondo, fossero a suo favore.
Fu responsabile del Sinodo di Uppsala nel 1593, dove furono decise le principali dottrine della Chiesa luterana svedese e i privilegi per l'Università di Uppsala.
Nel 1596 effettuò un controllo nella sua diocesi. Durante il viaggio cambiò duramente le rimanenze dei rituali della Chiesa cattolica; non approvò che i contadini lo attaccassero. Il suo intento fu quello di spurgare il paese da tutto ciò che non rispondeva alla dottrina luterana, includendo i vecchi costumi cattolici e pagani e il sesso al di fuori del matrimonio; Causò anche la prima ondata di processi alle streghe in Svezia, anche se questi non portarono a molte condanne a morte. Il duca Carlo, che era ormai stato incoronato come Carlo IX di Svezia, fu sconvolto dalle agitazioni dall'arcivescovo. Dopo che questi aveva intrapreso alcune altre azioni che il re non approvò, lo stesso re, nel 1599, lo mise sotto processo per non avere adempiuto il suo dovere. Nonostante il rifiuto dei vescovi di condannarlo come colpevole, il re decise di metterlo in carcere. Fu poi trasferito al carcere di Gripsholm, dove rimase fino al mese di ottobre 1607, data della sua morte.

## Genealogia episcopale
La genealogia episcopale è:
- Papa Clemente VII
- Vescovo Petrus Magni
- Arcivescovo Laurentius Petri
- Vescovo J.J. Vestrogothus
- Vescovo Petrus Benedicti
- Arcivescovo Abraham Angermannus